# Малиновский, Михаил Иванович
Михаил Иванович Малиновский (20 ноября 1812, Новосёлка, Королевство Галиции и Лодомерии, Австрийская империя — 25 февраля 1894, Львов) — украинский церковный и общественно-политический деятель, греко-католический публицист, историк, депутат Галицкого сейма.
Один из основателей Главной Русской Рады и театра общества «Руська беседа».

## Биография
Представитель шляхетского рода герба Побог. Сын небогатого помещика.
Обучался в Бережанской и Львовской гимназиях. Изучал философию во Львовском университете. С 1837 продолжил изучение богословия в Венском университете. По окончании обучения преподавал закон Божий во львовских гимназиях.
В 1848—1851 годах — секретарь Главной Русской Рады. В 1850 — начале 1860-х годов в своих работах доказывал право галицкой интеллигенции на родной украинский язык.
Осуждал попытки заменить кириллический шрифт на латинский для восточной Галичины. Впоследствии был львовским каноником.
В 1863 входил в состав комиссии по созданию украиноязычных учебников для местных гимназий.
В середине 1860-х годов перешёл на позиции москвофильства.
В 1869—1870 годах был администратором Львовской архиепархии УГКЦ, с 1873 года — архидиакон, председатель (канцлер) митрополичьей консистории. Генеральный викарий, секретарь митрополита Иосифа (Сембратовича).
В 1882 из-за судебного процесса против лидеров русского движения в Галиции, подал в отставку.
Похоронен на Лычаковском кладбище Львова.

## Труды
Автор трудов по истории Украинской греко-католической церкви на немецком, польском, русском языках, а также богословских трудов на латинском языке («Die Kirchen- und Statssatzungen bezüglich gr.-kat. Ritus der Ruthenen in Galizien», 1862).
В 1863 издал со своими приложениями труд Михаила Гарасевича «Annales Ecclesiae Ruthenae», был его редактором и составителем.
Популяризировал использование исторических источников в периодической печати. Его работы публиковались, в том числе, в журналах «Augsburger Allgemeine Zeitung» и «Зоря галицкая», в которых он поднимал вопросы общественной, культурной, политической и церковной жизни Галичины.